# 東原伸明
東原 伸明（ひがしはら のぶあき、1959年5月 - ）は、日本の国文学者、高知県立大学教授。

## 経歴
長野県塩尻市出身。國學院大學文学部国文科卒業、同大学院博士課程後期単位取得満期退学。2009年「古代散文文学史における語り・言説・テクストの研究」で文学博士（名古屋大学）。1997年県立高知女子大学文学部助教授、2007年教授、2011年校名変更で高知県立大学文化学部・人間生活学研究科教授。専門は中古の物語・日記。

## 著書
- 『物語文学史の論理 語り・言説・引用』新典社研究叢書 2000
- 『源氏物語の語り・言説・テクスト』おうふう 2004
- 『古代散文引用文学史論』勉誠出版 2009
- 『土左日記虚構論 初期散文文学の生成と国風文化』武蔵野書院 2015

### 共編
- 『源氏物語 語りと表現』三谷邦明共編 有精堂出版 日本文学研究資料新集 1991
- 『新編土左日記 = The Tosa Diary』ローレン・ウォーラー共編 おうふう 2013

## 論文
- Cinii